# Nhã nhạc
Le nhã nhạc (signification « musique élégante » ou « musique cérémonieuse » de Hué) est la musique  vietnamienne de Cour exécutée aux cérémonies annuelles, y compris des anniversaires et des vacances religieuses, aussi bien que des événements spéciaux tels que des couronnements, enterrements ou réceptions officielles. Nhã nhạc est la deuxième propriété culturelle à être reconnue par l'UNESCO comme acquis culturel intangible de l'humanité en 2003.